# Eleusine
Genre

Eleusine est un genre de plantes monocotylédones de la famille des Poaceae (graminée), sous-famille des Chloridoideae, originaire des régions tropicales d'Afrique, d'Asie et d'Amérique du Sud, qui comprend  une dizaine d'espèces acceptées.
Ce sont des plantes herbacées annuelles ou vivaces, parfois rhizomateuses, aux tiges dressées ou décombantes, ou géniculées ascendantes, de longueur variable de 10 à 200 cm de long, aux inflorescences composées de racèmes.
L'une des espèces, très répandue, Eleusine indica, est connue surtout comme mauvaise herbe des cultures. Une autre espèce, Eleusine coracana, l'éleusine cultivée ou ragi, est cultivée pour ses grains comestibles en Inde et en Afrique.(البشنة) en arabe (ايلان)  en amazigh

## Liste d'espèces
Selon The Plant List (11 juin 2018) :
- Eleusine africana Kenn.-O'Byrne
- Eleusine coracana (L.) Gaertn.
- Eleusine floccifolia Spreng.
- Eleusine indica (L.) Gaertn.
- Eleusine intermedia (Chiov.) S.M.Phillips
- Eleusine jaegeri Pilg.
- Eleusine kigeziensis S.M.Phillips
- Eleusine multiflora Hochst. ex A.Rich.
- Eleusine semisterilis S.M.Phillips
- Eleusine tristachya (Lam.) Lam.